# Агапито Гарсија Корпус, Бреча 136 кон Километро 79 Сур (Матаморос)
Агапито Гарсија Корпус, Бреча 136 кон Километро 79 Сур (шп. Agapito García Corpus, Brecha 136 con Kilómetro 79 Sur) насеље је у Мексику у савезној држави Тамаулипас у општини Матаморос. Насеље се налази на надморској висини од 6 м.

## Становништво
Према подацима из 2010. године у насељу су живела 4 становника.

### Хронологија
| Година       | 2000 | 2005 | 2010 |
| ------------ | ---- | ---- | ---- |
| Становништво | 10   | 7    | 4    |

### Попис
| # | Индикатор                     | Вредност |
| - | ----------------------------- | -------- |
| 1 | Укупно домаћинстава           | 1        |
| 2 | Укупно насељених домаћинстава | 1        |
| 3 | Величина локације             | 1        |